# Los Angeles Lakers 2016-2017
La stagione 2016-2017 dei Los Angeles Lakers è stata la 69ª stagione della franchigia, la 68ª nella NBA e la 57ª a Los Angeles.

## Draft
| Giro | Scelta | Giocatore      | Ruolo | Nazionalità                  | Università/Squadra   |
| ---- | ------ | -------------- | ----- | ---------------------------- | -------------------- |
| 1    | 2      | Brandon Ingram | AP    | Stati Uniti                  | Duke                 |
| 2    | 32     | Ivica Zubac    | C     | Croazia Bosnia ed Erzegovina | KK Mega Basket (SRB) |

## Roster
| \| Pos. \| Num. \| Naz. \| Nome \| Altezza \| Peso \| Data nascita \| Provenienza \| \| ---- \| ---- \| ---- \| --------------------- \| ------- \| ------ \| ------------ \| ------------------- \| \| C \| 28 \| \| Black, Tarik \| 205 cm \| 114 kg \| 1991-11-22 \| Kansas \| \| AP \| 3 \| \| Brewer, Corey \| 205 cm \| 85 kg \| 1986-03-05 \| Florida \| \| G \| 6 \| \| Clarkson, Jordan (C) \| 195 cm \| 88 kg \| 1992-06-07 \| Missouri \| \| A \| 9 \| \| Deng, Luol \| 205 cm \| 100 kg \| 1985-04-16 \| Duke \| \| P \| 11 \| \| Ennis, Tyler \| 190 cm \| 194 kg \| 1994-08-24 \| Syracuse \| \| AP \| 14 \| \| Ingram, Brandon \| 205 cm \| 86 kg \| 1997-09-02 \| Duke \| \| C \| 20 \| \| Mozgov, Timofey \| 215 cm \| 125 kg \| 1986-07-16 \| Russia \| \| AG \| 7 \| \| Nance, Larry \| 205 cm \| 105 kg \| 1993-01-01 \| Wyoming \| \| G \| 10 \| \| Nwaba, David \| 193 cm \| 95 kg \| 1993-01-14 \| Cal Poly \| \| A/C \| 30 \| \| Randle, Julius \| 205 cm \| 114 kg \| 1994-11-29 \| Kentucky \| \| A/C \| 15 \| \| Robinson, Thomas \| 208 cm \| 108 kg \| 1991-03-17 \| Kansas \| \| P \| 1 \| \| Russell, D'Angelo (C) \| 195 cm \| 89 kg \| 1996-02-23 \| Ohio State \| \| AP \| 37 \| \| World Peace, Metta \| 198 cm \| 118 kg \| 1979-11-13 \| St. John's \| \| G \| 0 \| \| Young, Nick \| 201 cm \| 95 kg \| 1985-06-01 \| Southern California \| \| C \| 40 \| \| Zubac, Ivica \| 215 cm \| 109 kg \| 1997-03-18 \| Croazia \| | Allenatore - Luke Walton Assistente/i - Jud Buechler - Mark Madsen - Jesse Mermuys - Theo Robertson - Brian Shaw (Associate HC) - Brian Keefe (assistant coach/player development) - Clay Moser (assistant coach/basketball strategy) - Tracy Murray (assistant coach/shooting consultant) - Casey Owens (assistant coach/advance professional scout) Legenda - (C) Capitano - (FA) Free agent - (S) Sospeso - Infortunato Roster • Transazioni · Ultima transazione: 2017-02-28 |                        |                       |         |        |              |                     |
| Pos. | Num. | Naz.                   | Nome                  | Altezza | Peso   | Data nascita | Provenienza         |
| C | 28 | Stati Uniti (bandiera) | Black, Tarik          | 205 cm  | 114 kg | 1991-11-22   | Kansas              |
| AP | 3 | Stati Uniti (bandiera) | Brewer, Corey         | 205 cm  | 85 kg  | 1986-03-05   | Florida             |
| G | 6 | Stati Uniti (bandiera) | Clarkson, Jordan (C)  | 195 cm  | 88 kg  | 1992-06-07   | Missouri            |
| A | 9 | Regno Unito (bandiera) | Deng, Luol            | 205 cm  | 100 kg | 1985-04-16   | Duke                |
| P | 11 | Canada (bandiera)      | Ennis, Tyler          | 190 cm  | 194 kg | 1994-08-24   | Syracuse            |
| AP | 14 | Stati Uniti (bandiera) | Ingram, Brandon       | 205 cm  | 86 kg  | 1997-09-02   | Duke                |
| C | 20 | Russia (bandiera)      | Mozgov, Timofey       | 215 cm  | 125 kg | 1986-07-16   | Russia              |
| AG | 7 | Stati Uniti (bandiera) | Nance, Larry          | 205 cm  | 105 kg | 1993-01-01   | Wyoming             |
| G | 10 | Stati Uniti (bandiera) | Nwaba, David          | 193 cm  | 95 kg  | 1993-01-14   | Cal Poly            |
| A/C | 30 | Stati Uniti (bandiera) | Randle, Julius        | 205 cm  | 114 kg | 1994-11-29   | Kentucky            |
| A/C | 15 | Stati Uniti (bandiera) | Robinson, Thomas      | 208 cm  | 108 kg | 1991-03-17   | Kansas              |
| P | 1 | Stati Uniti (bandiera) | Russell, D'Angelo (C) | 195 cm  | 89 kg  | 1996-02-23   | Ohio State          |
| AP | 37 | Stati Uniti (bandiera) | World Peace, Metta    | 198 cm  | 118 kg | 1979-11-13   | St. John's          |
| G | 0 | Stati Uniti (bandiera) | Young, Nick           | 201 cm  | 95 kg  | 1985-06-01   | Southern California |
| C | 40 | Croazia (bandiera)     | Zubac, Ivica          | 215 cm  | 109 kg | 1997-03-18   | Croazia             |

## Classifiche

### Pacific Division
| Pacific Division        | Pacific Division | Pacific Division | Pacific Division | Pacific Division | Pacific Division | Pacific Division | Pacific Division | Pacific Division |
| Squadra                 | V                | S                | V%               | PR               | Casa             | Trasf            | Div              | PG               |
| ----------------------- | ---------------- | ---------------- | ---------------- | ---------------- | ---------------- | ---------------- | ---------------- | ---------------- |
| z – Golden St. Warriors | 67               | 15               | .817             | 0,0              | 36–5             | 31–10            | 14–2             | 82               |
| x – L.A. Clippers       | 51               | 31               | .622             | 16,0             | 29–12            | 22–19            | 10–6             | 82               |
| Sacramento Kings        | 26               | 56               | .317             | 41,0             | 17–24            | 9–32             | 6–10             | 82               |
| L.A. Lakers             | 26               | 56               | .317             | 41,0             | 17–24            | 9–32             | 6–10             | 82               |
| Phoenix Suns            | 24               | 58               | .293             | 43,0             | 15–26            | 9–32             | 3–13             | 82               |

### Western Conference
| Western Conference | Western Conference        | Western Conference | Western Conference | Western Conference | Western Conference | Western Conference |
| #                  | Squadra                   | V                  | S                  | V%                 | PR                 | PG                 |
| ------------------ | ------------------------- | ------------------ | ------------------ | ------------------ | ------------------ | ------------------ |
| 1                  | z – Golden St. Warriors * | 67                 | 15                 | .817               | –                  | 82                 |
| 2                  | y – San Antonio Spurs *   | 61                 | 21                 | .744               | 6,0                | 82                 |
| 3                  | x – Houston Rockets       | 55                 | 27                 | .671               | 12,0               | 82                 |
| 4                  | x – L.A. Clippers         | 51                 | 31                 | .622               | 16,0               | 82                 |
| 5                  | y – Utah Jazz *           | 51                 | 31                 | .622               | 16,0               | 82                 |
| 6                  | x – Oklahoma Thunder      | 47                 | 35                 | .573               | 20,0               | 82                 |
| 7                  | x – Memphis Grizzlies     | 43                 | 39                 | .524               | 24,0               | 82                 |
| 8                  | x – Portland T. Blazers   | 41                 | 41                 | .500               | 26,0               | 82                 |
|                    |                           |                    |                    |                    |                    |                    |
| 9                  | Denver Nuggets            | 40                 | 42                 | .488               | 27,0               | 82                 |
| 10                 | N. Orleans Pelicans       | 34                 | 48                 | .415               | 33,0               | 82                 |
| 11                 | Dallas Mavericks          | 33                 | 49                 | .402               | 34,0               | 82                 |
| 12                 | Sacramento Kings          | 26                 | 56                 | .317               | 41,0               | 82                 |
| 13                 | Minnesota T'wolves        | 31                 | 51                 | .378               | 36,0               | 82                 |
| 14                 | L.A. Lakers               | 26                 | 56                 | .317               | 41,0               | 82                 |
| 15                 | Phoenix Suns              | 24                 | 58                 | .293               | 43,0               | 82                 |

## Mercato

### Prolungamenti contrattuali
| Giocatore         | Contratto             |
| ----------------- | --------------------- |
| Jordan Clarkson   | 4 anni, $50 milioni   |
| Marcelo Huertas   | 2 anni, $3 milioni    |
| Tarik Black       | 2 anni, $12.8 milioni |
| Metta World Peace | 1 anno, $980,431      |

### Acquisti
| Giocatore      | Contratto           | Squadra Precedente  |
| -------------- | ------------------- | ------------------- |
| Luol Deng      | 4 anni, $72 milioni | Miami Heat          |
| Timofey Mozgov | 4 anni, $64 milioni | Cleveland Cavaliers |

### Cessioni
| Giocatore   | Motivo cessione    | Nuova Squadra     |
| ----------- | ------------------ | ----------------- |
| Kobe Bryant | Ritiro             | N.D.              |
| Roy Hibbert | 1 anno, $5 milioni | Charlotte Hornets |

### Scambi
| 7 luglio 2016    | L.A. LakersJosé Calderón Scelta al 2º giro del Draft 2018 Scelta al 2º giro del Draft 2019 | Chicago BullsDraft Rights per Alter Majok |
| 21 febbraio 2017 | L.A. LakersCorey Brewer Scelta al 1º giro del Draft 2017                                   | Houston RocketsLou Williams               |
| 23 febbraio 2018 | L.A. LakersTyler Ennis                                                                     | Houston RocketsMarcelo Huertas            |